# Phrynarachne peeliana
Phrynarachne peeliana là một loài nhện trong họ Thomisidae.
Loài này thuộc chi Phrynarachne. Phrynarachne peeliana được miêu tả năm 1869 bởi Stoliczka.